# Marc Bernal
Marc Bernal Casas (Berga, Barcelona, 26 de mayo de 2007) es un futbolista español que juega de centrocampista en el F. C. Barcelona de la Primera División de España.

## Trayectoria
En 2014 se unió a la cantera del F. C. Barcelona en la categoría prebenjamín. Cuando llegó a la edad juvenil ascendió al filial y jugó 31 partidos, en los que anotó dos goles, durante la temporada 2023-24. Al inicio de la siguiente renovó su contrato hasta 2026. Realizó la pretemporada con el primer equipo y el 17 de agosto hizo su debut en la primera jornada de Liga frente al Valencia C. F. Diez días después sufrió una rotura del ligamento cruzado de la rodilla y otra lesión en el menisco que le iban a impedir volver a jugar durante toda la campaña.

## Selección nacional
El 24 de octubre de 2023 fue seleccionado en la lista definitiva de José Lana para representar a España en el Mundial sub-17 de Indonesia.

## Estadísticas

### Clubes
Actualizado al último partido disputado el 27 de agosto de 2024.
| Club                             | Div.          | Temporada     | Liga  | Liga  | Liga   | Copas nacionales | Copas nacionales | Copas nacionales | Copas internacionales | Copas internacionales | Copas internacionales | Total | Total | Total  |
| Club                             | Div.          | Temporada     | Part. | Goles | Asist. | Part.            | Goles            | Asist.           | Part.                 | Goles                 | Asist.                | Part. | Goles | Asist. |
| -------------------------------- | ------------- | ------------- | ----- | ----- | ------ | ---------------- | ---------------- | ---------------- | --------------------- | --------------------- | --------------------- | ----- | ----- | ------ |
| F. C. Barcelona Atlètic · España | 1.ª F         | 2023-24       | 34    | 47    | 15     | ―                | ―                | ―                | ―                     | ―                     | ―                     | 34    | 47    | 15     |
| F. C. Barcelona Atlètic · España | Total club    | Total club    | 34    | 47    | 15     | 0                | 0                | 0                | 0                     | 0                     | 0                     | 34    | 47    | 15     |
| F. C. Barcelona · España         | 1.ª           | 2024-25       | 3     | 2     | 0      | 0                | 0                | 0                | 0                     | 0                     | 0                     | 3     | 2     | 0      |
| F. C. Barcelona · España         | Total club    | Total club    | 3     | 2     | 0      | 0                | 0                | 0                | 0                     | 0                     | 0                     | 3     | 2     | 0      |
| Total carrera                    | Total carrera | Total carrera | 37    | 49    | 15     | 0                | 0                | 0                | 0                     | 0                     | 0                     | 37    | 49    | 15     |

## Palmarés

### Títulos nacionales
| Título                     | Club            | País   | Año  |
| -------------------------- | --------------- | ------ | ---- |
| Supercopa de España        | F. C. Barcelona | España | 2025 |
| Copa del Rey               | F. C. Barcelona | España | 2025 |
| Primera División de España | F. C. Barcelona | España | 2025 |